# Dilling (Ethnie)
Die Dilling, Bezeichnung einer sozialen Gruppe, leben in der Provinz Südkurdufan in den Nubabergen an der Grenze zwischen Sudan und Südsudan in der Gegend um die Ortschaft Dilling. Sie gehören zu den Ethnien, die unter der Bezeichnung „Nuba“ zusammengefasst werden.
Ihre Bevölkerungszahl lag 1984 bei 5295. Die Dilling sind überwiegend arabisiert. Ihre nilo-saharanische Sprache wird ebenfalls Dilling genannt, wobei heute viele Dilling die arabische Sprache verwenden.
Ein bekannter Musiker aus Dilling ist Abdel Gadir Salim.